# Earl of Glencairn

Familienwappen der Earls of Glencairn

Earl of Glencairn war ein erblicher britischer Adelstitel in der Peerage of Scotland, der nach der Gemeinde Glencairn in Dumfriesshire benannt war.
Familiensitze der Earls war Finlaystone Castle bei Kilmacolm in Inverclyde.

## Verleihung und Geschichte des Titels
Der Titel wurde am 28. Mai 1488 für Alexander Cunningham, 1. Lord Kilmaurs geschaffen. Er war erblicher Chief des Clan Cunningham. Bereits um 1463 war ihm der fortan nachgeordnete Titel Lord Kilmaurs verliehen worden.
Seit dem kinderlosen Tod seines Ur-ur-ur-ur-ur-ur-ur-ur-ur-urenkels, des 15. Earls, am 24. September 1796 ruhen beide Titel. Unter anderem weil die originale Verleihungsurkunde nicht mehr existiert, gelang es bislang keinem Familienangehörigen seinen Erbanspruch auf die Titel wirksam beim Committee for Privileges and Conduct des House of Lords anerkennen zu lassen.

## Liste der Earls of Glencairn (1488)
- Alexander Cunningham, 1. Earl of Glencairn (1426–1488)
- Robert Cunningham, 2. Earl of Glencairn († um 1490)
- Cuthbert Cunningham, 3. Earl of Glencairn (um 1476–um 1541)
- William Cunningham, 4. Earl of Glencairn (um 1490–1548)
- Alexander Cunningham, 5. Earl of Glencairn († 1574)
- William Cunningham, 6. Earl of Glencairn (1526–1580)
- James Cunningham, 7. Earl of Glencairn (1552–1630)
- William Cunningham, 8. Earl of Glencairn (1575–1631)
- William Cunningham, 9. Earl of Glencairn (1610–1664)
- Alexander Cunningham, 10. Earl of Glencairn († 1670)
- John Cunningham, 11. Earl of Glencairn († 1703)
- William Cunningham, 12. Earl of Glencairn († 1734)
- William Cunningham, 13. Earl of Glencairn († 1775)
- James Cunningham, 14. Earl of Glencairn (1749–1791)
- John Cunningham, 15. Earl of Glencairn (1750–1796)